# 양광선
양광선(중국어 정체자: 楊光先, 병음: Yang Guangxian, 샤오얼징: ﻳْﺎ ﻗُﻮْا ﺷِﯿًﺎ: 1597년-1669년)은 명말청초의 유학자, 점성술자다. 1665년에서 1668년 사이 흠천감정을 역임했다.
명나라 말기에 남직예 신안위 부천호를 지냈다. 1637년 북경으로 가서 여러 사람들의 범법을 트집잡아 고발을 협박했다. 내각대학사 온체인에게도 이 짓을 했다가 붙잡혀 요서로 귀양 가서, 1644년 명나라가 망할 때까지 요서에 있었다. 요서에서 점성술과 운세 치는 법을 익혔다.
북경으로 돌아와 점성술 기술을 이용해 천문학자로 행세하며 권력 고위층에 접근했다. 당대 중국 천문학계는 예수회 선교사들이 독점하고 있었는데, 1659년 『적유론』(摘謬論)을 써서 서양 역법을 비판했다. 또한 기독교 교리를 공격하는 『벽사론』(辟邪論)을 출간했다. 1660년 예부에 「정국체정고」(正國體呈稿)을 상소하여 예수회 천문학자의 필두 아담 샬을 처음으로 직접 공격했다. 하지만 예부에서는 처음에는 이 상소문을 반려했다.
이후 몇 년간 비슷한 글을 계속 써서 1665년 『부득이』(不得已)로 모아 출간했다. 여기 실린 글들 중 가장 중요한 것은 1664년 9월 저술한 「청주사교장」(請誅邪教狀)이다. 이번에는 양광선의 상소가 예부에 가납되었고, 양광선은 1658년 순치제의 제4아거(황자)가 사망했을 때 그 장지를 아담 샬이 흉하게 골라 2년 뒤 효헌황후가 사망했다는 혐의를 제기했다. 샬은 수사 과정에 뇌졸중을 일으켰다. 1665년 4월 샬과 중국인 부하 일곱 명은 유죄가 확정되어 사형을 선고받았다. 그 중 기독교로 개종한 중국인 다섯 명만 처형되었고 서양인 선교사들은 마카오로 추방, 예수회 네 명만 북경에 남는 것으로 처리되었다. 아담 샬은 1666년 병세가 악화되어 죽었다(강희역옥).
양광선은 아담 샬을 쫓아내고 흠천감정이 되었으나 1668년 예수회 선교사 페르디난트 페르비스트로 교체되었다. 그리고 이전 사건에 관한 재수사가 이루어져 모두 무혐의 처리되고 양광선이 무고죄로 사형을 선고받았다. 그러나 고령을 이유로 유배형으로 감형되었다. 양광선은 이듬해 고향으로 내려가는 길에 사망했다.

## 참고 자료
- Wei-Cheng, Chu; Hayhoe, Ruth (1990). “Johann Adam Schall von Bell and Yang Guangxian”. Coming out of the Middle Ages: comparative reflections on China and the West. M. E. Sharpe. 239쪽. ISBN 978-0-87332-638-4. 2009년 6월 30일에 확인함.
- Mungello, David E. (2005). “Chinese Rejection of Western Culture and Christianity”. The great encounter of China and the West, 1500-1800 2판. Rowman & Littlefield. 147쪽. ISBN 978-0-7425-3815-3. 2009년 6월 30일에 확인함.
- Chu, Pingyi. 1997. “Scientific Dispute in the Imperial Court: The 1664 Calendar Case”. Chinese Science, no. 14. International Society of East Asian Science, Technology, and Medicine: 7–34. https://www.jstor.org/stable/43290406.